# Martin Schulz (triathlon)
Pour les articles homonymes, voir Martin Schulz (homonymie) et Schulz.
Martin Schulz, né le 17 mars 1990 à Oschatz en Allemagne est un triathlète handisport, sextuple champion d'Europe de paratriathlon TR4 (2012, 2013, 2014, 2015, 2016, 2017), triple champion du monde de paratriathlon TR4 (2013, 2014, 2016) et champion paralympique PT4 2016.

## Palmarès
Le tableau présente les résultats les plus significatifs (podium) obtenus sur le circuit national et international de paratriathlon depuis 2012,.
| Année | Compétition                                   | Pays        | Position      | Temps           |
| ----- | --------------------------------------------- | ----------- | ------------- | --------------- |
| 2017  | Championnats d'Europe de paratriathlon PTS5   | Autriche    | Médaille d'or | 1 h 1 min 17 s  |
| 2016  | Jeux paralympiques de Rio PT4                 | Brésil      | Médaille d'or | 1 h 2 min 37 s  |
| 2016  | Championnats du monde de paratriathlon PT4    | Pays-Bas    | Médaille d'or | 1 h 1 min 25 s  |
| 2016  | Championnats d'Europe de paratriathlon PT4    | Portugal    | Médaille d'or | 0 h 59 min 54 s |
| 2016  | Championnats d'Allemagne de paratriathlon TR4 | Allemagne   | Médaille d'or | 0 h 59 min 17 s |
| 2015  | Championnats d'Europe de paratriathlon PT4    | Suisse      | Médaille d'or | 0 h 57 min 27 s |
| 2014  | Championnats du monde de paratriathlon PT4    | Canada      | Médaille d'or | 1 h 1 min 3 s   |
| 2014  | Championnats d'Europe de paratriathlon PT4    | Autriche    | Médaille d'or | 0 h 59 min 56 s |
| 2013  | Championnats du monde de paratriathlon TR4    | Royaume-Uni | Médaille d'or | 1 h 5 min 41 s  |
| 2013  | Championnats d'Europe de paratriathlon TR4    | Turquie     | Médaille d'or | 1 h 0 min 44 s  |
| 2013  | Championnats d'Allemagne de paratriathlon TR4 | Allemagne   | Médaille d'or | 0 h 59 min 27 s |
| 2012  | Championnats d'Europe de paratriathlon TR4    | Israël      | Médaille d'or | 1 h 0 min 20 s  |